# Mihai-Sorin Stănescu
Mihai-Sorin Stănescu (n. 6 august 1948) este un fost deputat român în legislatura 1996-2000, ales în municipiul București pe listele partidului PNL. Mihai-Sorin Stănescu a fost membru în grupurile parlamentare de prietenie cu Republica Islamică Pakistan și Republica Turcia. 

## Legături externe
- Mihai-Sorin Stănescu Arhivat în 20 iunie 2024, la Wayback Machine. la cdep.ro